# Pin Drop Violence
Pin Drop Violence war eine Metal-Band aus dem indischen Mumbai.

## Geschichte
Pin Drop Violence wurde im November des Jahres 2000 in der indischen Stadt Mumbai gegründet. Sie besteht aus Pradeep Miranda (Gesang), Rohit Pereira (Bassgitarre), Mithun Poojari (E-Gitarre) und Viru (Schlagzeug). Miranda und Pereira sind die Gründer von Pin Drop Violence. Zu den ehemaligen Musikern gehören die Schlagzeuger Neeray, Ashwin Dutt und  Jai Row Kavi (ex-Bhayanak Maut), sowie Gitarrist Vispy "V.A.S.P." Homavazir.
Im September des Jahres 2004 veröffentlichte Pin Drop Violence das Debütalbum „Compose...Oppose...Dispose“ über OML Records. Das Label wird von Sony Music India unterstützt und vertreibt Veröffentlichungen des Labels außerhalb Indiens. Im August 2007 erschien das Nachfolger-Album „Riot II Riot“, welches von Goran Finnberg im The Mastering Room in Schweden aufgenommen wurde. Es erreichte Platz 9 in den indischen Charts.
2009 spielte Pin Drop Violence mit De Profundis und Iron Maiden auf dem „Rock in India Festival“ im Palace Ground in Bangalore. Im Jahr 2010 gab die Gruppe ihre Auflösung bekannt.

## Stil
Der Musikstil von Pin Drop Violence wird häufig als Nu Metal bezeichnet, da die Gruppe anfangs Songs von Bands wie Korn oder Slipknot coverten. Im Infinity Music Magazine beschrieb der Kritiker die Band als „einzige Nu-Metal-Band Indiens“, der Bassist Pereira hingegen beschreibt den Musikstil als eine Mischung aus Metal und Hardcore-Punk, was als Metalcore bezeichnet wird.

## Diskografie
- 2004: Compose....Oppose...Dispose (OML Records, Vertrieb über Sony Music India)
- 2007: Riot II Riot